# Pierre Eyquem de Montaigne
Pour les articles homonymes, voir Montaigne (homonymie).
Pierre Eyquem de Montaigne, né le 29 septembre 1495 au château de Montaigne et mort le 18 juin 1568 à Bordeaux de la maladie de la gravelle[réf. nécessaire], est maire de Bordeaux de 1554 à 1556.
C'est le père de Michel de Montaigne.

## Biographie

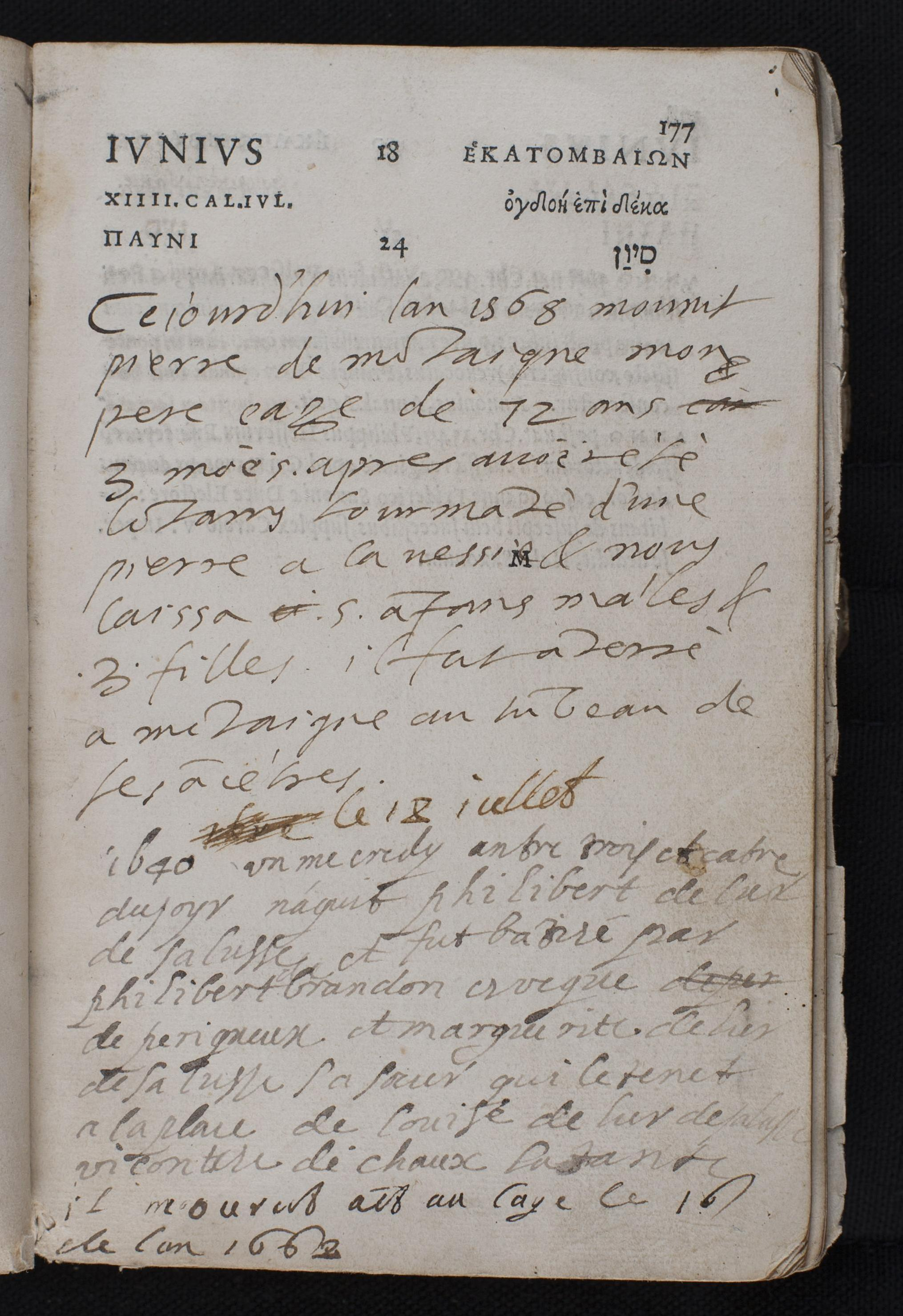
Ephemeris historica, p. 177 : mention de la mort du père de Montaigne, par son fils Michel dans son livre de raison.

Son grand-père était Ramon Eyquem Felipe (né en 1402 et mort en 1478), marchand bordelais devenu riche par le commerce du poisson, du vin et pastel des teinturiers. Son père Grimon Eyquem (1450-1519) a continué ce commerce par intermittence. Dans la période 1485-1503, il avait occupé un poste honorifique comme conseiller municipal, la Jurade de Bordeaux. Sa femme était Antoinette de Louppes de Villeneuve (née en 1514 et mort en 1603). 
Il a accompagné le roi François Ier de France sur sa campagne d'Italie (guerre de la Ligue de Cambrai).
Dans son livre de raison dont lui tient lieu l'Ephemeris historica, publié à Paris en 1551 par l'humaniste allemand Michel Beuther, Michel de Montaigne note, à la date du 18 juin : « Ce jourd'hui l'an 1568 mourut Pierre de Montaigne mon père eagé de 72 ans 3 moës après avoir été lontams tourmenté d'une pierre à la vessie et nous laissa 5 anfants mâles et 3 filles. Il fut anterré à Montaigne au tumbeau de ses ancêtres. »

## Sources
- Histoire des maires de Bordeaux (2008)